# Yanzhuang (socken i Kina, lat 36,49, long 115,52)
Yanzhuang (kinesiska: 烟庄街道, 烟庄) är en socken i Kina. Den ligger i provinsen Shandong, i den östra delen av landet, omkring 130 kilometer väster om provinshuvudstaden Jinan. Antalet invånare är 39 493. Befolkningen består av 19 425 kvinnor och 20 068 män. Barn under 15 år utgör 16,0 %, vuxna 15-64 år 75 %, och äldre över 65 år 7,0 %.
Genomsnittlig årsnederbörd är 671 millimeter. Den regnigaste månaden är juli, med i genomsnitt 215 mm nederbörd, och den torraste är januari, med 4 mm nederbörd.